# Cercle sportif Scarpe et Sensée
Le Cercle sportif Scarpe et Sensée est un club omnisports français basé à Courchelettes.
La création du club est publiée dans le Journal officiel le 17 juillet 1930.
Les joueuses de basket-ball, surnommées les Muguettes de Courchelettes, se distinguent en remportant le championnat de France Honneur (deuxième division) lors de la saison 1933-1934, battant en finale l'Olympia Sports de Nice sur le score de 39 points à 26. Elles poursuivent sur leur lancée en s'attribuant le championnat de France Excellence (première division) lors de la saison 1934-1935, battant en finale Nice Sport sur le score de 33 points à 28 au stade Roland-Garros ; pour la première fois, une équipe provinciale est sacrée championne de France. 
L'équipe masculine de basket-ball dispute notamment le premier tour du Championnat de France de basket-ball 1938-1939.
Le CSSS a aussi une équipe de football et une section athlétisme.